# Algeciras
Algeciras város Spanyolországban, Andalúzia autonóm közösségben. A város lakossága 121 414 fő volt 2018-ban.
Iparváros, kikötő és téli üdülőhely. Rendszeres kompjáratok indulnak innen Tangerbe, Ceutába, Gibraltárba.

## Fekvése
Az autonóm közösség  déli csücskén, a Gibraltári-szoros tengeröblének a partján található.

## Története
A város környéke már a legősibb időkben lakott volt. A rómaiak Portus Albus néven létesítettek itt települést, amely az alapját képezte a mórok 711-től fejlődő kikötővárosának. XI. Alfonz 1344-ben foglalta vissza a várost az araboktól, akik 1368-ban elpusztították a települést. Az újjáépült városba 1704-ben, a közeli Gibraltár angol kézre kerülésekor, számos spanyol menekült. Algeciras 1755-ben kapott városjogot.
A városhoz kapcsolódik az 1906-os algecirasi konferencia  is, amelynek következtében Marokkó a francia-spanyol érdekszférába került át Németországtól és az Osztrák-Magyar Monarchiától.

## Nevezetességek
Az algecirasi vízvezetéket sokan római eredetűnek gondolják, de a 18. században épült.

## Népesség
A település lakosságának változását az alábbi diagram mutatja:
| Lakosok száma | 105 066 | 109 665 | 112 937 | 116 209 | 117 810 | 117 974 | 120 601 | 121 957 | 122 982 | 124 978 |
|               | 2001    | 2004    | 2006    | 2009    | 2011    | 2014    | 2016    | 2019    | 2021    | 2024    |

## Nevezetes emberek
- Itt született 1947. december 21-én Paco de Lucía spanyol flamencogitáros (elhunyt 2014-ben).
- Ramón de Algeciras
- Al-Mansur Ibn Abi Aamir
- Ana Belén Palomo
- Cristóbal Delgado Gómez
- José María Sánchez-Verdú
- Álvaro Morte

## Képek

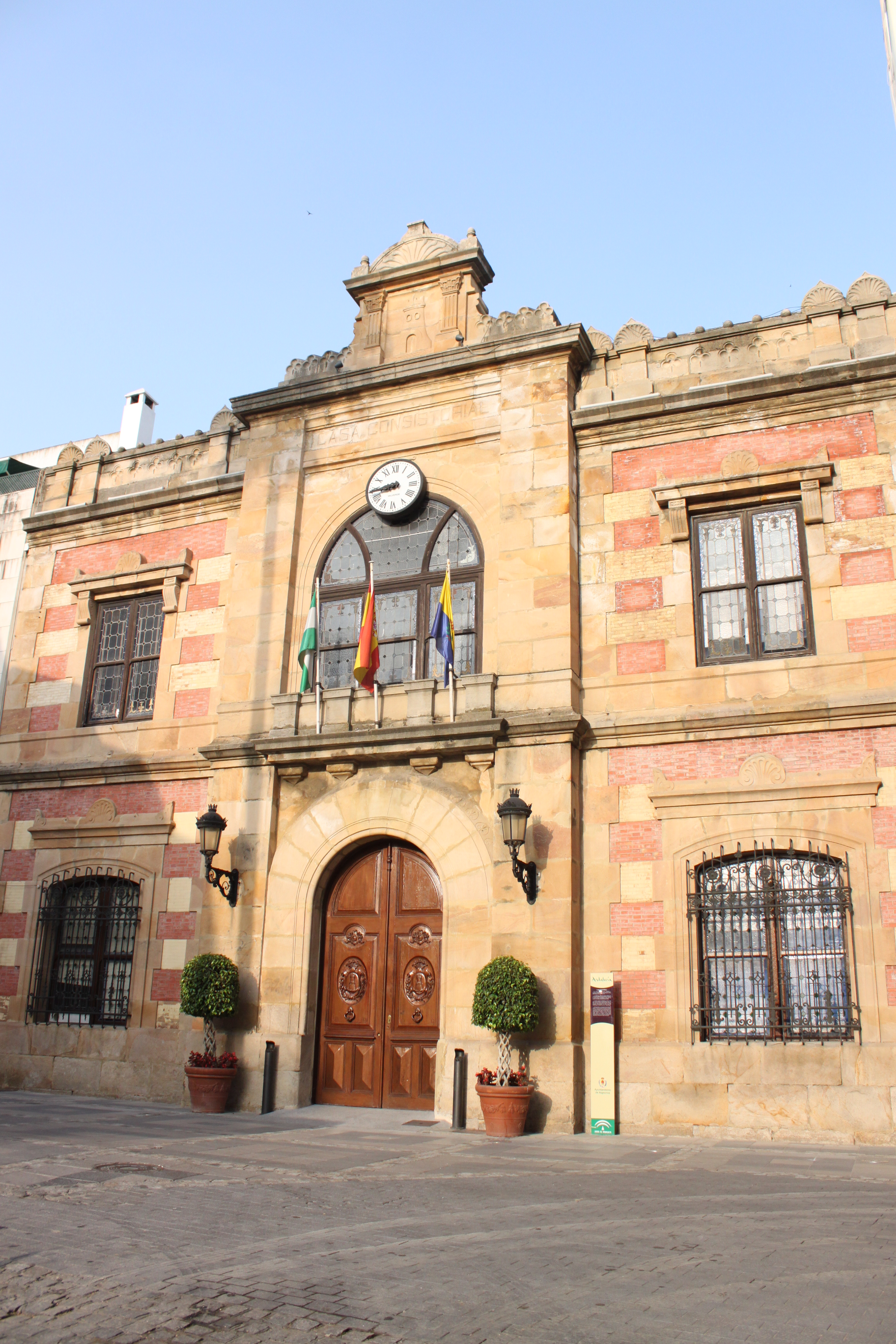
A Városháza
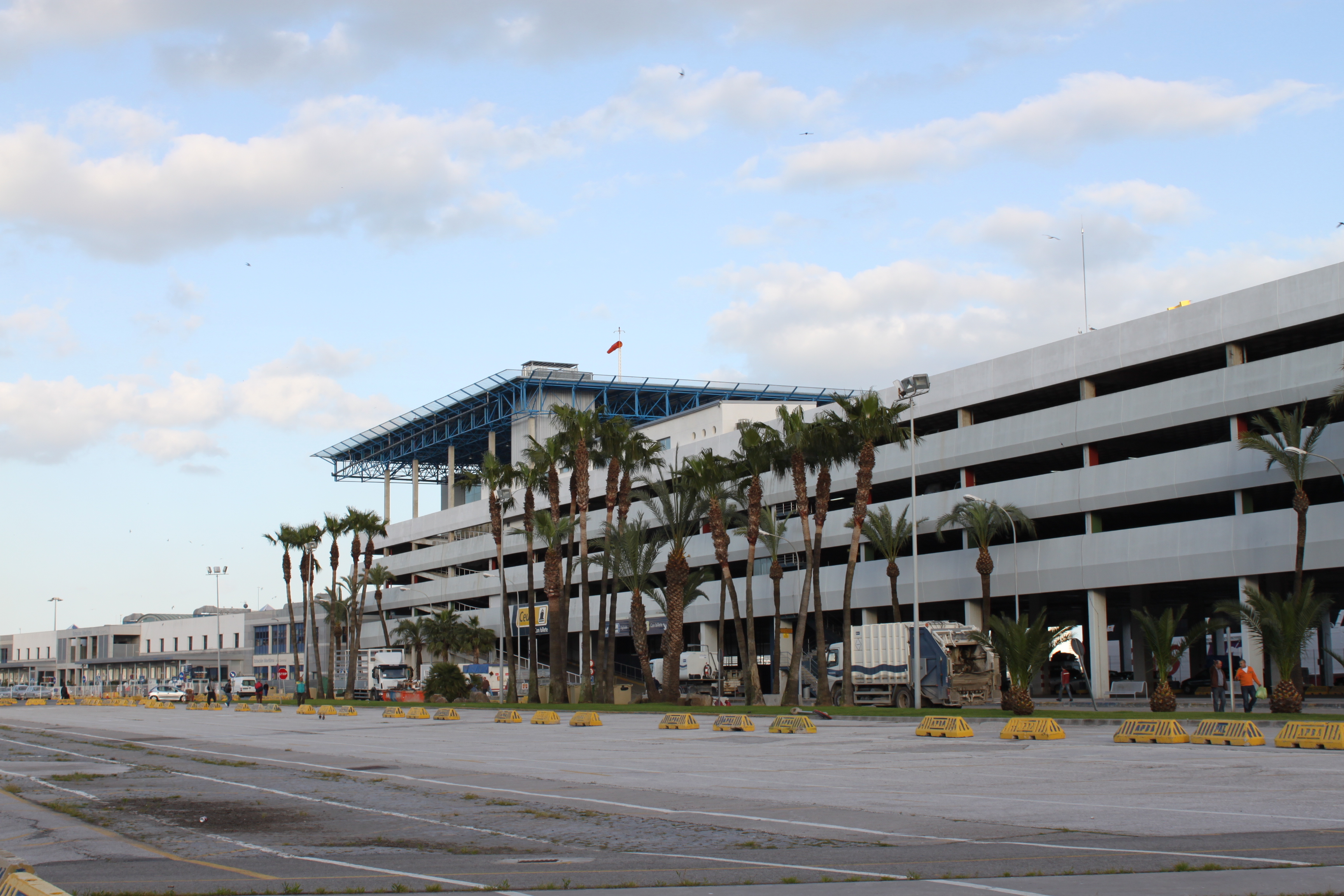
Helipuerto de Algeciras
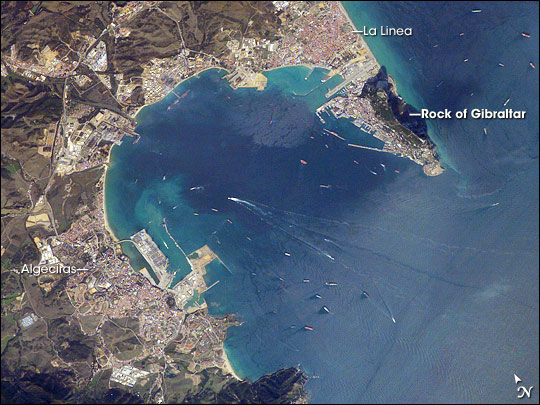
Algeciras és Gibraltár műholdas képe
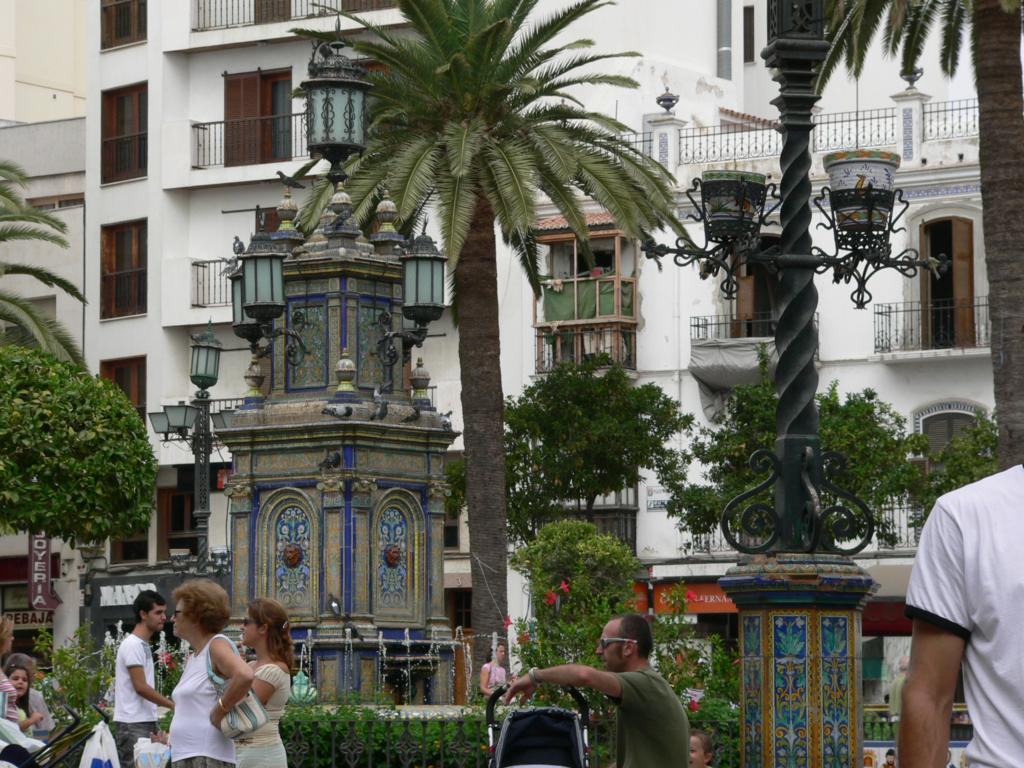
Kép a városközpontból

## Testvérvárosai
- Dajla, Nyugat-Szahara
- Neda,  ESP (1983 óta)[4]
- Ceuta,  ESP (1996 óta)[5]
- Río Grande,  ARG (2014 óta)[6]
- San Fernando,  ESP (2017 óta)[7]
- Playa del Carmen  MEX (függőben)[8]
- Tanger,  MAR (függőben)[9]